# Владимир Ђ. Мандић
Владимир Ђ. Мандић (Београд, 29. јануар 1949 — Београд, 1. јануар 2022) био је српски новинар и уредник Политике више од 25 година.

## Биографија
Радио је у дневним листовима Новости и Политика Експрес.
Био је први српски и југословенски дипломирани тренер шаха и почасни председник Шаховског клуба Политика.
Написао је књигу "Хероине са светским одличјем" која је објављена у неколико издања на српском и енглеском језику; објавио је неколико стотина афоризама у Ошишаном јежу и Политици, две књиге кратких шаховских прича и афоризама, књигу за децу "Шаховске басне" и приредио књигу по рубрици чији је био аутор у листу Политика - "И то се догађа". Такође, иницијатор је рубрике "Верски календар" која се и дан данас објављује свакодневно у Политици.
Његови "шахоризми" су објављени у антологији издатој поводом шаховске олимпијаде одржане 1989. у Новом Саду, а неколико фељтона објавио је у Политици.
Последње две године имао је своју колумну на порталу Дан у Београду - "Белешке једног пензионера" и покренуо је рубрику "Да ли знате".
Био је члан Независног удружења новинара Србије.
Умро је после дуге болести, од компликација које је изазвао COVID-19.